# Nederlandse Melkveehouders Vakbond
De Nederlandse Melkveehouders Vakbond (NMV) is een Nederlandse organisatie die de belangen van melkveehouders behartigt. Daarbij wordt vooral gelet op het inkomen. De NMV vindt dat er voldoende economisch rendement moet zijn voor een duurzaamheid. De NMV werd opgericht op 7 juni 1996.
De NMV verzet zich met name tegen de liberalisering door de Wereldhandelsorganisatie, de EU-plannen voor liberalisering van het zuivelbeleid en wil dat de Nederlandse overheid bij milieuwetgeving rekening houdt met de economische haalbaarheid.

## DDB
Naar aanleiding van de uitkomsten van een in 2004 gehouden zuivelenquête heeft de NMV een plan ontwikkeld om de huidige verouderde structuur in de melkveehouderijsector te veranderen. Uitgangspunten in het plan zijn en kostendekkende melkprijs voor de melkveehouderij en meer inspraak van de primiaire sector bij de (coöperatieve) verwerkers. Om het plan ten uitvoer te brengen werd een Initiatiefgroep Melkprijsvereniging opgericht, kortweg de IM, hierbij konden melkveehouders zich aanmelden om aan te geven dat zij bereid waren lid te worden van de op te richten Dutch Dairymen Board (DDB), die op 7 juni 2006 werd opgericht.